# Polish Office Research Forum
Warsaw Research Forum (WRF) – warszawskie forum analityków rynku nieruchomości, utworzone w 2000 jako Warsaw Research Forum (WRF) przez przedstawicieli firm:
- CB Richard Ellis,
- Cushman & Wakefield (wcześniej Healey & Baker),
- DTZ Zadelhoff Tie Leung,
- Jones Lang LaSalle(inne języki).

Do forum dołączyły także:
- Colliers International(inne języki) (w 2004)
- King Sturge(inne języki) (w 2007)
- Knight Frank (W 2010)
- Savills (W 2010)

Forum zajmuje się analizą rynku nieruchomości biurowych i trendów, publikując kwartalne raporty dotyczące m.in. popytu, podaży i cen na tym rynku.
W styczniu 2015 Warsaw Research Forum zmieniło nazwę na Polish Office Research Forum (PORF) oraz rozszerzyło swoją działalność o tworzenie raportów również z Polski i miast regionalnych.